# Déportation pénale

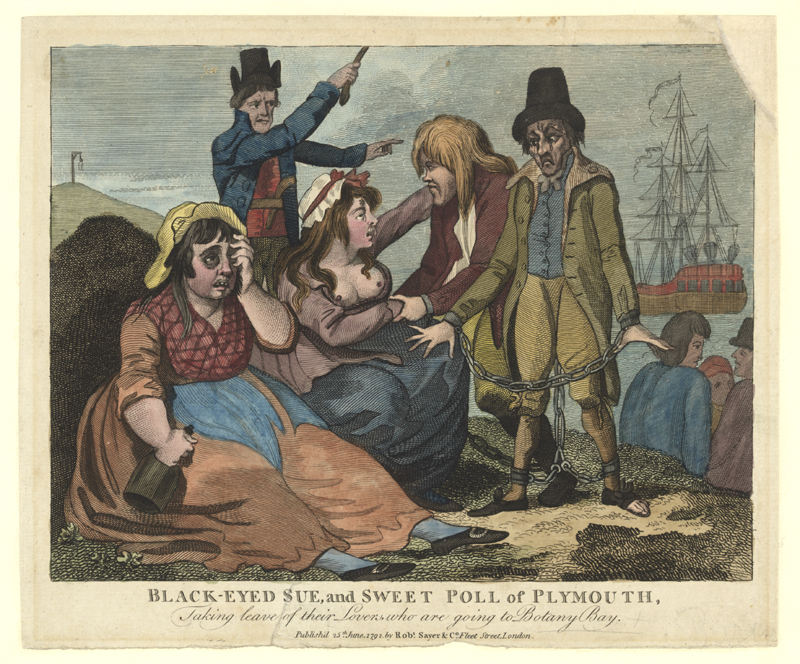
Des femmes en Angleterre pleurent le départ de leurs amoureux qui seront bientôt déportés vers Botany Bay. Peinture de 1792.

La déportation pénale est un procédure pénale consistant à transporter une personne condamnée hors d'un pays vers une colonie pénale (bagne). La France a envoyé des condamnés en Guyane, notamment aux bagnes de Cayenne, de Saint-Laurent du Maroni, des îles du Salut et de Nouvelle-Calédonie. Le Royaume-Uni, des années 1610 jusqu'aux années 1770, a aussi déporté des condamnés vers ses colonies américaines, puis vers l'Australie entre 1788 et 1868.

## Dans l'empire français
La déportation en droit français a été introduite au XVIIIe siècle, pour se substituer à la peine de mort pour les crimes contre la sûreté de l'État en cas de circonstances atténuantes. Peine « afflictive et infamante », souvent utilisée pour châtier les « délits politiques », la déportation pénale arrivait en effet après la peine de mort et les travaux forcés à perpétuité. Elle n'est pas appliquée jusqu'en 1848, date à laquelle l'abolition de la peine de mort pour les crimes politiques lui donne toute son importance. Les condamnés étaient généralement déportés dans des colonies pénales couramment appelées « bagnes », dans l'Empire colonial français. Elle a été définitivement supprimée du droit français sous Charles de Gaulle, par une ordonnance du 4 juin 1960.